# Batagai-Alyta
Batagai-Alyta (russisch Батага́й-Алыта́; jakutisch Баатаҕай Алыыта; inoffiziell nach dem nahen Fluss auch Sakkyryr, Саккырыр) ist ein Dorf (selo) in der Republik Sacha (Jakutien) in Russland mit 1832 Einwohnern (Stand 14. Oktober 2010).

## Geographie
Der Ort liegt knapp 650 km Luftlinie nördlich der Republikhauptstadt Jakutsk an der Ostflanke des Werchojansker Gebirges. Er befindet sich einige Kilometer von linken Ufer des Ulachan-Sakkyryr entfernt, eines linken Nebenflusses des linken Jana-Zuflusses Bytantai.
Batagai-Alyta ist Verwaltungszentrum des Ulus Eweno-Bytantaiski sowie Sitz und einzige Ortschaft  der Landgemeinde (selskoje posselenije) Tjugessirski nasleg.

## Geschichte
Das Dorf wurde 1936 als Verwaltungssitz für den 1931 geschaffenen Sakkyryrski rajon gegründet. Mit Auflösung des Rajons 1963 verlor es seine Verwaltungsfunktion, bis 1989 der heutige Ulus mit seinem überdurchschnittlichen Anteil von Ewenen von über 30 % an der Bevölkerung durch Herauslösung aus dem Werchojanski ulus geschaffen wurde.

### Bevölkerungsentwicklung
| Jahr | Einwohner |
| ---- | --------- |
| 1939 | 411       |
| 1959 | 803       |
| 2002 | 1722      |
| 2010 | 1832      |

Anmerkung: Volkszählungsdaten

## Verkehr
Batagai-Alyta ist nicht an das feste Straßennetz angeschlossen. Winterpisten führen nach Osten in das gut 150 km entfernte Werchojansk an der Jana und als Straße weiter nach Batagai sowie durch das 30 km östlich von Batagai-Alyta verlaufende Tal des Bytantai abwärts ebenfalls zur Jana. In südwestlicher Richtung verläuft eine schwer befahrbare Piste über das Werchojansker Gebirge in das Tal des Sobolooch-Majan und diesen hinab zur Lena unterhalb von Schigansk.
Am südlichen Ortsrand von Batagai-Alyta befindet sich der kleine Flughafen Sakkyryr (ICAO-Code UEBS).